# Moussa Soumano
Moussa Soumano (Saint-Denis, 9 luglio 2005) è un calciatore francese, attaccante del NAC Breda.

## Carriera
Cresciuto nell'Urban Jeunesse Academy, nell'aprile 2021 viene acquistato dall'Ajaccio, che lo aggrega al proprio settore giovanile. Due anni dopo, l'8 gennaio 2023, debutta in prima squadra, in occasione dell'incontro di Coppa di Francia vinto per 1-2 contro lo Jura Sud. Il 29 gennaio esordisce anche in Ligue 1, disputando l'incontro perso per 0-2 contro l'Olympique Lione. Il 1º febbraio sigla la sua prima rete in campionato, nell'incontro vinto per 1-2 contro l'Angers. Dieci giorni dopo firma il suo primo contratto professionistico con la squadra corsa.

## Statistiche

### Presenze e reti nei club
Statistiche aggiornate al 19 marzo 2023.
| Stagione        | Squadra         | Campionato      | Campionato | Campionato | Coppe nazionali | Coppe nazionali | Coppe nazionali | Coppe continentali | Coppe continentali | Coppe continentali | Altre coppe | Altre coppe | Altre coppe | Totale | Totale |
| Stagione        | Squadra         | Comp            | Pres       | Reti       | Comp            | Pres            | Reti            | Comp               | Pres               | Reti               | Comp        | Pres        | Reti        | Pres   | Reti   |
| --------------- | --------------- | --------------- | ---------- | ---------- | --------------- | --------------- | --------------- | ------------------ | ------------------ | ------------------ | ----------- | ----------- | ----------- | ------ | ------ |
| 2022-2023       | Ajaccio 2       | N3              | 11         | 4          |                 | -               | -               |                    | -                  | -                  |             | -           | -           | 11     | 4      |
| 2022-2023       | Ajaccio         | L1              | 6          | 1          | CF              | 2               | 0               |                    | -                  | -                  |             | -           | -           | 8      | 1      |
| Totale carriera | Totale carriera | Totale carriera | 17         | 5          |                 | 2               | 0               |                    | -                  | -                  |             | -           | -           | 19     | 5      |